# Anastatus ruficollis
Anastatus ruficollis är en stekelart som först beskrevs av Peter Cameron 1905.
Anastatus ruficollis ingår i släktet Anastatus och familjen hoppglanssteklar. Inga underarter finns listade i Catalogue of Life.